# پل پارک‌وی کنگره
«پل پارک‌وی کنگره»، که به نام‌های «پل جاده آیدا بی. ولز» و به طور رسمی «پل یادبود واگنر» نیز شناخته می‌شود، یک پل بازشوی هفت‌بانده است که از روی شاخه جنوبی رود شیکاگو عبور می‌کند و ارتباطی اکسپرس‌وی بین اینتراستیت ۲۹۰ (اتوبان آیزنهاور) و جاده آیدا بی. ولز/جاده واکر فراهم می‌کند. این پل درست در شرق تونل بزرگراهی در ساختمان قدیمی پستخانه قرار دارد.

## تاریخچه
این پل برای اولین بار توسط دنیل برنهام و ادوارد اچ. بنت در سال ۱۹۰۹ در طرح شیکاگو پیشنهاد شد. این طرح خیابان کنگره را به عنوان بولوار اصلی شرق-غرب در مرکز شهر و سمت غربی پیشنهاد کرد. برنامه‌ریزان شهر در نهایت تا دهه ۱۹۲۰ به جای بولوار، یک ابربزرگراه را انتخاب کردند؛ بنت از ساخت ابربزرگراه در امتداد خیابان کنگره به جای خیابان مونرو، که توسط برخی برنامه‌ریزان پیشنهاد شده بود، حمایت کرد.
هنگامی که اداره پست ایالات متحده در اواخر دهه ۱۹۲۰ پیشنهاد گسترش ساختمان قدیمی پستخانه را داد، این گسترش به طور فیزیکی مسیر ابربزرگراه پیشنهادی و دسترسی به پل را مسدود می‌کرد. پس از مذاکره با کمیسیون برنامه‌ریزی شیکاگو و ادوارد بنت، که هر دو مخالف این گسترش بودند، اداره پست یک تونل در داخل ساختمان گسترش‌یافته برای ابربزرگراه آینده ساخت. ساختمان گسترش‌یافته جدید در سال ۱۹۳۲ افتتاح شد.
در طرح جامع ابربزرگراه سال ۱۹۴۰، شهر شیکاگو این ابربزرگراه را به دلیل حجم بالای ترافیک در سمت غربی شهر به عنوان اولویت اصلی خود تعیین کرد. خرید زمین و ساخت‌وساز در مسیر بزرگراه در سال ۱۹۴۹ آغاز شد. ساخت خود پل در سال ۱۹۵۰ آغاز شد و در سال ۱۹۵۶ با هزینه ۵ میلیون دلار (معادل ۵۴ میلیون دلار در سال ۲۰۲۲) به بهره‌برداری رسید.
در ۱۳ ژوئیه ۱۹۵۳، در طول ساخت پل، شورای شهر نام پل را به افتخار «کلارنس پی. واگنر»، عضو سابق شورای شهر که سه روز قبل در یک سانحه رانندگی در نزدیکی اینترنشنال فالز، مینه‌سوتا کشته شده بود، نام‌گذاری کرد.

### بازسازی
این پل برای اولین بار در سال ۱۹۸۱ بازسازی شد تا عرشه فولادی پل جایگزین شود و در وسط پل به جای جدول، دیواره بتنی نصب شود.
پل برای دومین بار از ۱ آوریل ۲۰۱۰ تا ۱۵ مه ۲۰۱۲ به عنوان بخشی از یک پروژه ۳۳ میلیون دلاری بازسازی شد که در آن عرشه فولادی با سطح آسفالتی جایگزین شد و ساختار پل تعمیر شد.

## پیوندهای بیرونی
- پرونده‌های رسانه‌ای مربوط به Congress Parkway Bridge در ویکی‌انبار